# 贝齐·哈西特
贝齐·杜恩·哈西特（英語：Betsy Doon Hassett；1990年8月4日—），新西兰女子职业足球运动员，司职进攻中场和右边锋，目前效力于斯蒂亚尔南女子足球队和新西兰国家女子足球队。她曾代表新西兰参加2020年夏季奥林匹克运动会女子足球比赛和2023年国际足联女子世界杯等多场国际赛事。